# Schloss Schleiz

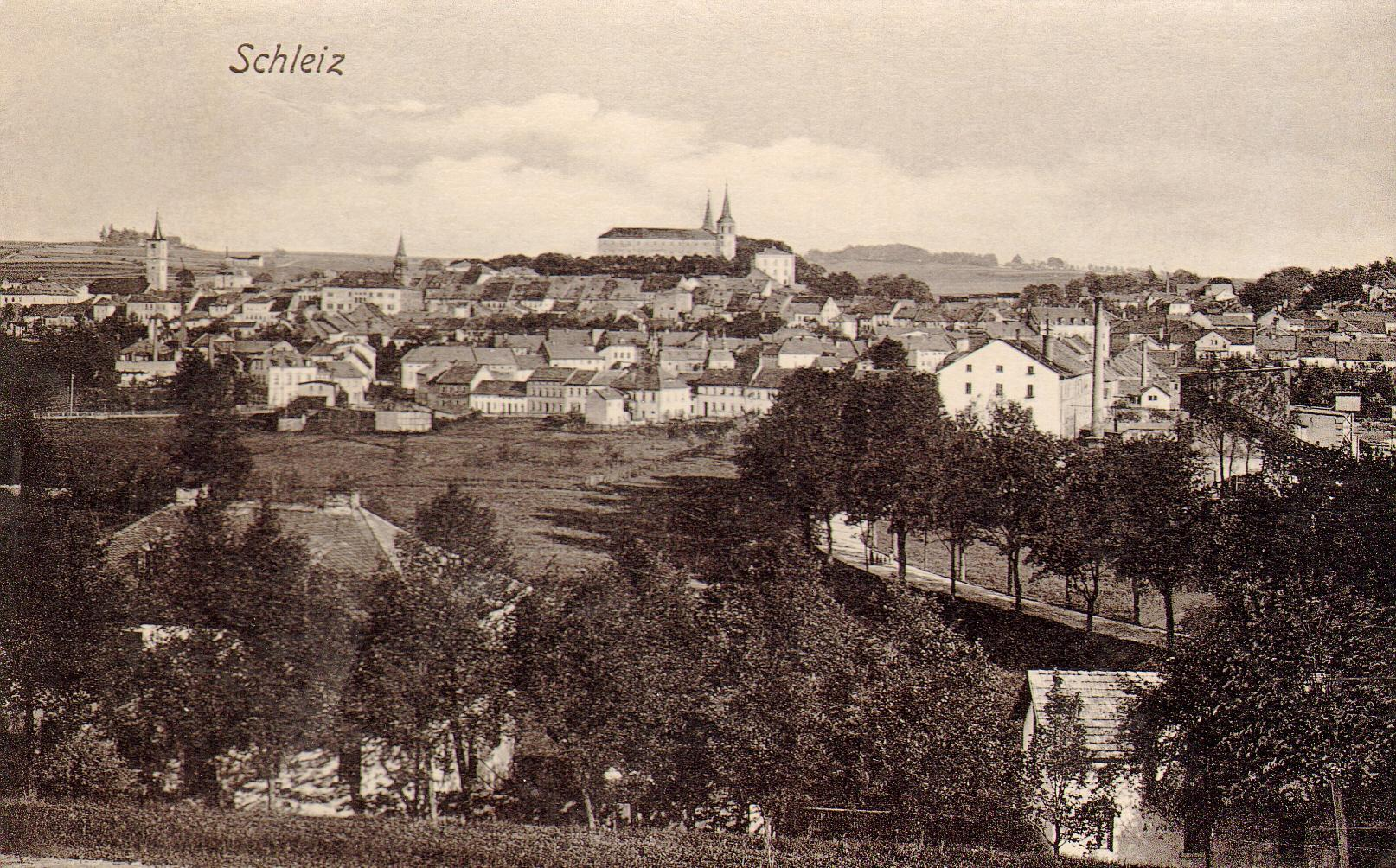
Das Schloss als Stadtkrone von Schleiz bis 1945

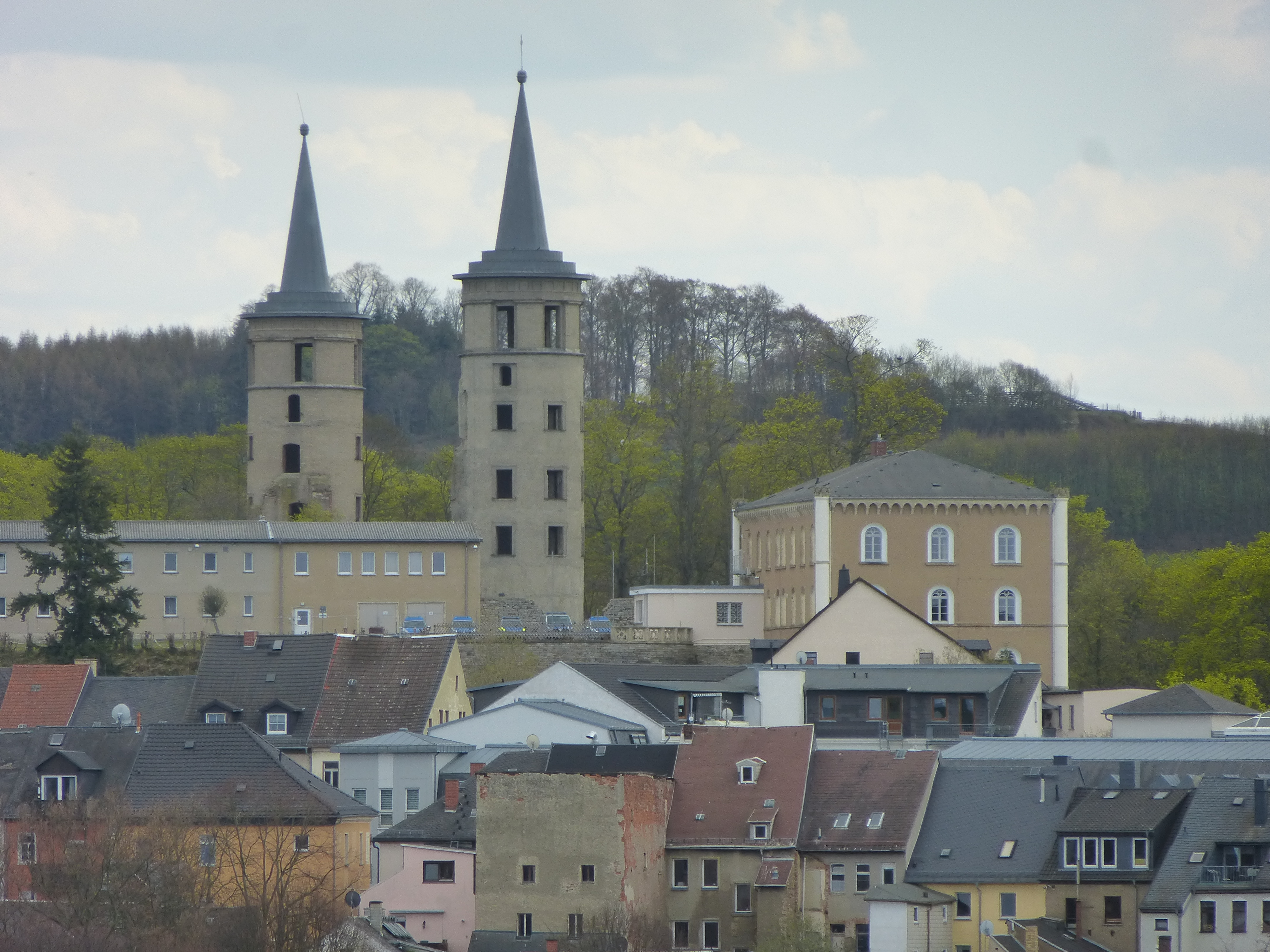
Blick von der Bergkirche Richtung Schloss; rechts oben das Polizeigebäude

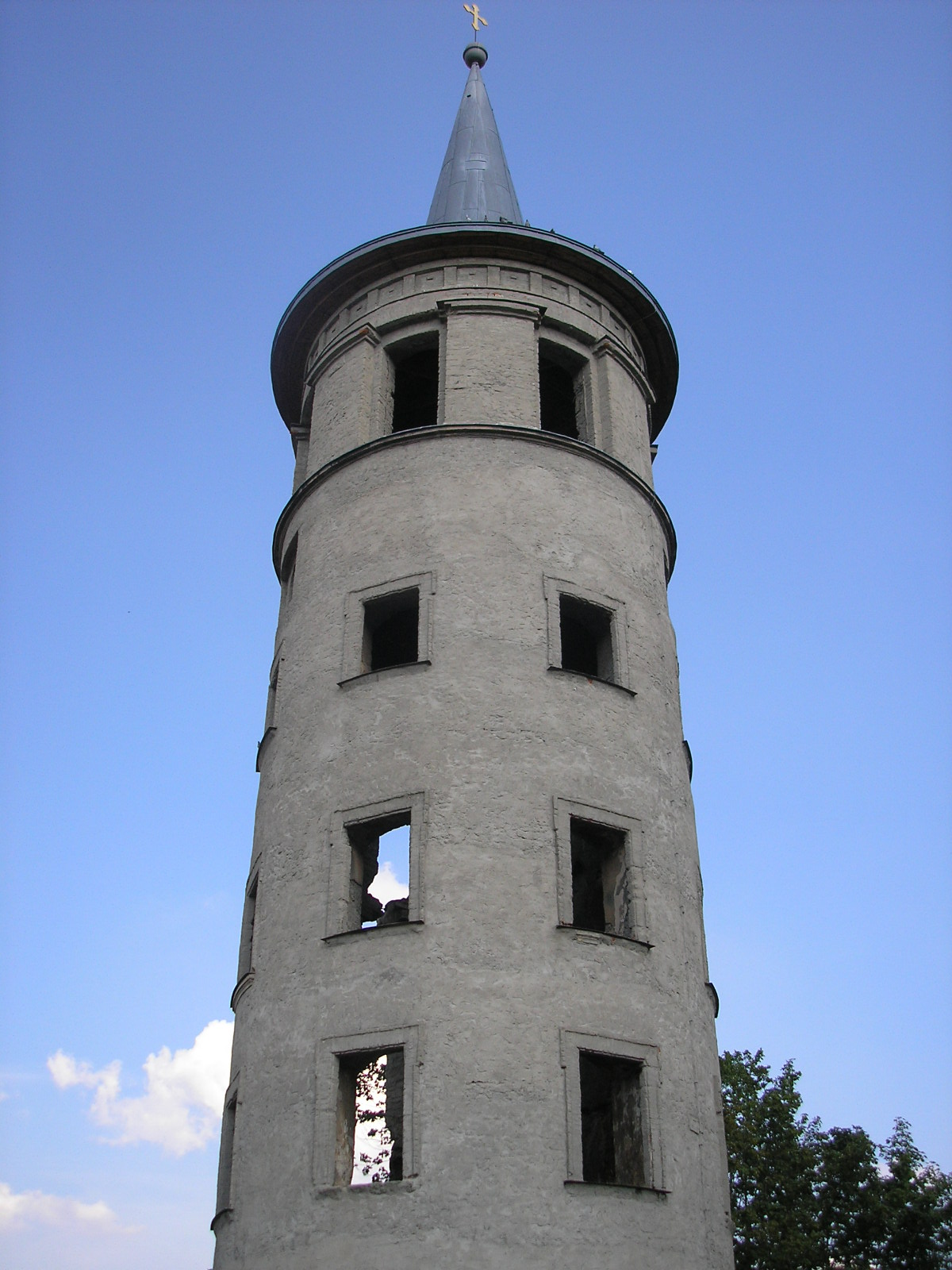
Ruinöser Turm des 1945 zerstörten Schlosses Schleiz (2007)

Das Schloss Schleiz in Schleiz war im Besitz der Grafen und Fürsten von Reuß und lag in Thüringen. Nach Bombardierung während des Luftangriffes auf Schleiz im April 1945 und dem Abtragen der Ruinen 1950 existieren nur noch die beiden Türme. Das Schloss wurde bis heute nicht erneuert.

## Geschichte

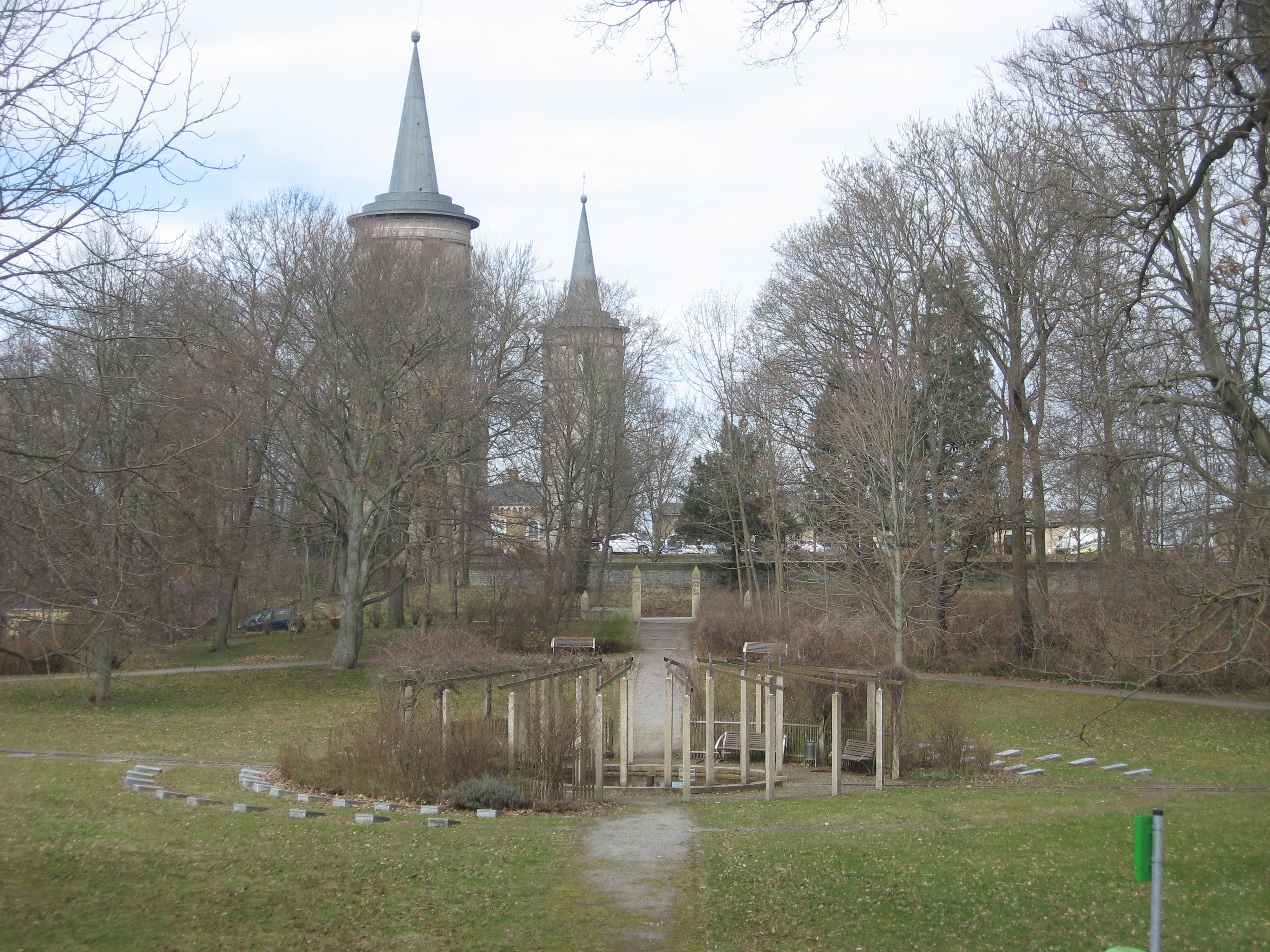
Sowjetischer Ehrenfriedhof im ehemaligen Schlosspark

Die Schlossanlage der Herren von Lobdeburg aus dem 13. und 14. Jahrhundert wurde um 1500 durch Heinrich den Mittleren von Reuß durch einen zweiflügeligen Schlossneubau ersetzt. Nach Zerstörung durch Brand 1689 und Abtragen des Hausmannsturms (Bergfried) wurde das Schloss grundlegend umgestaltet. Den Südflügel mit dem Hauptportal und den zwei Türmen erhielt das Schloss im Rahmen seiner Erweiterung durch den bekannten Architekten Johann Gottlieb Riedel in den Jahren 1753 bis 1755. Damit entstand die regelmäßige hufeisenförmige Schlossanlage mit drei bis vier Geschossen.
Nach dem Brand von 1837 wurde das Schloss im Jahre 1840 architektonisch einheitlich zusammengefasst: durchweg vier Geschosse mit abgewalmten Satteldächern, fensterreiche Fassaden ohne besondere Gliederung, Spitzkegelhelme der Türme. Von der barocken Gliederung wurden geringe Teile einbezogen: Barockportal, Balkon mit Gitterwerk von 1755. Prächtiger Festsaal war der "Weiße Saal". Das Schloss verfügte über einen großen Marstall und umfangreiche Wirtschaftsgebäude.
1919 wurde das Schleizer Stadtarchiv in das zwischenzeitlich staatseigene Schloss untergebracht und erhaltene Bestände wurden Ende 1945 ins Rathaus verlagert. Im ehemaligen Schlosspark wurde ein sowjetischer Ehrenfriedhof eingerichtet.
Als Folge der Bombardierung durch die US-Luftwaffe am 8. April 1945 brannte das Schloss weitgehend aus. Es konnte nicht gelöscht werden, da die Hauptwasserleitung bei dem Angriff zerstört worden war. Die Bestände des Fürstlich-Reußischen Hausarchivs, der Bibliothek und das Heimatmuseum "Oberland" mit dem ihm angeschlossenen Waffensaal wurden bis auf geringe Reste vernichtet. Das galt auch für die aus Schloss Osterstein (Gera) wegen der dortigen Bombengefahr ausgelagerten Gobelins und andere Kunstgegenstände. Die Schlosskirche und die 17 Wohnungen im Schloss wurden ebenfalls ein Raub der Flammen. Der Alte Weinkeller mit seinen anschließenden Höhlen war zum Luftschutzraum ausgebaut worden. 1950 wurden die Ruinen des Schlosses abgetragen, nur die ausgebrannten beiden Türme blieben stehen: durch den Einsatz engagierter Bürger. Auch der Marstall wurde teilweise vernichtet (1958 gingen die Reste durch erneuten Brand verloren). Ende der 1950er Jahre wurde das frühere Schlossgelände, das einschließlich früherem Rentamt und Behelfsbauten Sitz der Volkspolizei geworden war, mit Stacheldraht, Stahltoren und Hundebewachung "festungsartig" abgesichert.
Nach neunmonatiger Bauzeit (bis Mitte Dezember 1993) wurden rekonstruierte Turmhauben auf die gesicherten, aber ruinösen Türme aufgesetzt.
Heutiger Eigentümer des Schlossgeländes einschließlich eines in den 1950er Jahren entstandenen flachen Zweckbaues (Garagen, Verkehrsschulung) ist das Thüringer Innenministerium. Das Gelände gehört zur Polizeiinspektion des Saale-Orla-Kreis, die ihren Sitz in einem stattlichen Gebäude unweit des abgetragenen Schlosses hat, das früher Fürstliche Kammer und Rentamt gewesen ist.

## Begegnungen (Auswahl)
- Am 4. Juni 1422 erfolgte unter Beteiligung von Hans von Sparneck das Landfriedensbündnis.
- Nach dem Aufenthalt Napoleons auf dem Schloss in Ebersdorf übernachtete er am 9. und 10. Oktober 1806 auf Schloss Schleiz. Während seines Aufenthalts soll er angesichts des zerstörten Oettersdorf ausgesprochen haben: „C'est la guerre!“ (Das ist der Krieg!)[6]